# Hát dù kê
Hát dù kê (tiếng Khmer: យីកេ,  [ˈjiːkeː]) là kịch hát truyền thống của nghệ thuật sân khấu hát và múa của dân tộc Khmer "Lakhon Dù kê" (tiếng Khmer: ល្ខោន យីកេ, nghĩa đen là nhà hát Dù kê) kết hợp ca hát và nhảy múa và là "một ban hòa tấu của cả nhạc cụ truyền thống và hiện đại". Dù kê là một đặc sản của người Khmer Nam Bộ, phát triển sang đất nước Campuchia vào những năm 1930 dưới tên gọi là La khon Bassac (sân khấu vùng Bassac). Dù kê được biểu diễn ở hầu hết các tỉnh của Campuchia và cộng đồng Khmer Krom ở miền Nam Việt Nam. Người Khmer Krom sử dụng thuật ngữ dù kê, trong khi cộng đồng Khmer ở Campuchia gọi loại hình này là Lakhon Bassac. Dù kê có thiết kế giống như Tuồng, Cải lương của người Việt và Kinh kịch của người Trung Quốc.

## Về tên gọi
Dù kê là cách gọi chỉ người Khmer Krom ở Việt Nam dùng và gọi bằng tiếng Việt. Chính xác trong tiếng Khmer không có cụm từ "Dù Kê". Theo từ điển của Ngài Đại đức Cố Tăng thống, Nhà nghiên cứu Khmer học và Phật giáo Campuchia Joun Nath (ជួន ណាត) thì trong tiếng Khmer chỉ có từ Yike (Dì kê) Viết theo chữ Khmer là យីគេ. Tuy nhiên, hiện nay chương trình giảng dạy văn hóa Khmer của trường Đại học Trà Vinh (Một trường được đánh giá là có uy tín nhất Việt Nam về đào tạo Ngôn ngữ và văn hóa Khmer) lại cho rằng tên gọi của nghệ thuật này là Dù kê và viết tiếng Khmer là យូរគេ.

## Cách thức tổ chức
Cách hoá trang của Dù kê tương tự như Tuồng hay Kinh kịch. Tuy nhiên vẫn giữ được nét văn hoá của người Khmer.
Các buổi biểu diễn của hát dù kê thường được bắt đầu bằng một màn múa được gọi là ro băm dù kê hom rong, được sử dụng để cầu khẩn. Đối với hầu hết các buổi biểu diễn, một phong cách nhảy tương tự như rom kbach được kết hợp nhẹ nhàng.
Những câu chuyện thường là về nhiều bản sinh kinh khác nhau hoặc những câu chuyện về cuộc đời của Đức Phật. Các buổi biểu diễn câu chuyện về Tum Tiêu được biên soạn thành kịch hát dù kê cũng rất phổ biến. Nó được thực hiện trong một vòng tròn để người xem có thể nhìn thấy nó từ mọi góc độ. Các buổi biểu diễn đã trở nên phổ biến với nông dân Khmer, do đó theo thời gian nó đã biến đổi thành một loại hình nghệ thuật sân khấu để quảng bá giáo lý của đạo Phật và đạo Bà La Môn.
Một vở hát dù kê đều có cốt truyện từ lúc mở đầu đến lúc kết thúc, được sắp xếp theo chương hồi. Người hát vừa hát diễn nội dung, ý nghĩa của phần đó và phần hồi sắp diễn ra sự kiện nào đó. Mỗi lời hát phải có điệu múa theo điệu nhạc, thể hiện nét di chuyển cả chân và tay thật khéo léo. Người hát và vũ công đều phải hóa trang thành những bậc quân vương, ông hoàng, bà chúa,...

## Trong sinh hoạt
Hát dù kê là loại hình mà người Khmer vẫn giữ được nét truyền thống nguyên bản. Hát bằng tiếng Khmer, tiếng hát đi với một số nhạc cụ, và điệu múa phụ họa. Thường được biểu diễn tại các lễ hội chùa, đám cưới, lễ hội sinh hoạt văn nghệ.

## Dì kê
Cùng với điệu múa Rô băm vốn xuất phát từ nghệ thuật cung đình của vương quốc Khmer, nghệ thuật sân khấu dù kê và dì kê mang sắc thái dân gian của người Khmer Nam Bộ. Nếu như sân khấu dù kê có nguồn gốc từ điệu múa Rô băm kết hợp với Kinh kịch và hát Tiều của người Hoa và Cải lương của Nam Bộ vào đầu thế kỷ 20; được phổ biến ở nhiều nơi có người Khmer sinh sống tại các tỉnh ở Nam bộ như Trà Vinh, Sóc Trăng, Bạc Liêu, Kiên Giang.... thì dì kê hầu như chỉ có ở các huyện miền núi của  An Giang như Tri Tôn, Tịnh Biên...
Nghệ thuật dì kê có nguồn gốc từ Java hoặc Malaysia, được chỉnh sửa, chọn lọc và đưa vào đất nước Campuchia kết hợp với Rô băm tạo thành một phong cách riêng vào thế kỷ thứ 9. Khoảng đầu thế kỷ 19, đất nước Campuchia lâm vào cảnh nội chiến, sân khấu dì-kê dần dần bị mai một khi thực dân Pháp áp đặt ách cai trị lên đất nước này vào cuối thế kỷ 19.
Loại hình sân khấu dì kê hầu như đã biến mất ở đất nước Campuchia và chỉ còn tồn tại ở hai huyện miền núi của An Giang là Tri Tôn và Tịnh Biên chứ không phát triển sang các tỉnh có loại hình sân khấu dù kê.
Độc đáo nhất trong nghệ thuật sân khấu Dì kê chính là các điệu "lăm" (tương tự như các bài bản thể điệu cải lương của người Việt). Điệu “ lăm” trong sân khấu dì-kê có đến 40 điệu, mỗi điệu đi kèm với một kiểu múa và hát bè khác nhau để minh họa cho từng trường đoạn đau khổ, yêu thương, hài hước... Đặc biệt là có những vai diễn hề để chọc cười cho khán giả. Những câu nói dí dỏm, những câu chuyện hài ước được các diễn viên hề “tung hứng” với nhau khiến người xem bên dưới không thể nhịn cười. Vì thế nó gần gũi với người dân hơn là các điệu múa cung đình.
Nhạc cụ dùng trong sân khấu dì kê bao gồm đàn Khưm Tôch, đàn Chapây Chomriêng, đàn Tà khê, đàn Truô Nguôk....Nhạc cụ hơi có kèn Srolai Pinn Peat, kèn Srolai Rôbăm....,trống Skô Samphô, Skô Đaey.... Tùy theo điều kiện mà các đoàn có thể sử dụng các loại nhạc cụ khác nhau. Sau này đàn Ghi Ta điện cùng các nhạc cụ hiện đại như đàn Organ điện tử cũng được đưa vào để làm phong phú thêm giàn nhạc của sân khấu dì kê.

Nghệ thuật sân khấu Dì kê được hình thành qua 3 yếu tố: Kịch bản, trang phục và âm nhạc. Các yếu tố này không theo một khuôn mẫu nhất định mà mang một phong cách sáng tạo tùy theo điều kiện của các đoàn hát và nơi biểu diễn. Nó có thể biểu diễn tại sân chùa trong các ngày lễ lớn của người Khmer như Chol Chnăm Thmây, Sen Dolta, Ok Om Book.. hay trên những sân phơi lúa sau mùa gặt để phục vụ bà con.